# Попов, Фёдор Григорьевич
Фёдор Григорьевич Попов (17.02.1912, Янушевка (ныне Первомайское, Ипатовский район, Ставропольский край) — 4.01.1945, Галша, Чехословакия) — Герой Советского Союза, старший лейтенант, командир 9-й стрелковой роты 759-го стрелкового полка 163-я стрелковая дивизия, участник Великой Отечественной войны.

## Биография
Фёдор Григорьевич Попов родился в селе Янушевка (сегодня — Первомайское) Ставропольской губернии. После окончания школы в 1937 году закончил Башантинский сельскохозяйственный техникум. До Великой Отечественной войны работал зоотехником в Малодербетовском улусе Калмыцкой АССР.
В 1942 году окончил военно-политическое училище и в августе этого же года был отправлен на фронт.
Фёдор Попов погиб 4 января 1945 года в Чехословакии и был похоронен на кладбище селения Галша.

## Подвиг
14—21 сентября 1944 года сражался в Румынии около села Пойана. В уличном бою уничтожил около 20 венгерских военнослужащих, после чего форсировал реку и занял высоту на противоположном берегу. Противник в течение семи суток пытался вернуть эту высоту, предпринимая многочисленные атаки. Во время обороны занятой высоты рота Фёдора Попова уничтожила около сотни солдат противника. После неудачных атак пехоты противник направил на обороняющихся советских солдат танки. С 17 по 18 сентября рота Фёдора Попова отбила несколько танковых атак. 19 сентября противник снова предпринял атаку, направив на высоту 10 танков. Роте Фёдора Попова грозило окружение. Фёдор Попов подбил два танка, выведя их из строя. В этот день было уничтожено 60 солдат и отражено 9 контратак противника. 21 сентября Фёдор Попов был ранен, но продолжал сражаться до окончательного отступления противника.

## Награды
- Медаль «Золотая Звезда» (24 марта 1945 года);
- орден Ленина;
- орден Красного Знамени;
- орден Отечественной войны 1 степени;
- орден Отечественной войны 2 степени.

## Память
- В Элисте находится мемориальный комплекс Аллея Героев, на котором располагается барельеф Фёдора Михайловича Попова.
- Улица в городе Городовиковске (Калмыкия) носит его имя, также в 1967 году к 55-летию Федора Григорьевича учебному заведению Башантинский колледж имени Ф.Г. Попова (филиал) ФГБОУ КалмГУ Архивная копия от 25 марта 2022 на Wayback Machine было присвоено имя героя.
- Улица носит его имя в городе Якутск (Якутия). На этой же улице школа номер 20 в его честь.